# Rublo de asignación

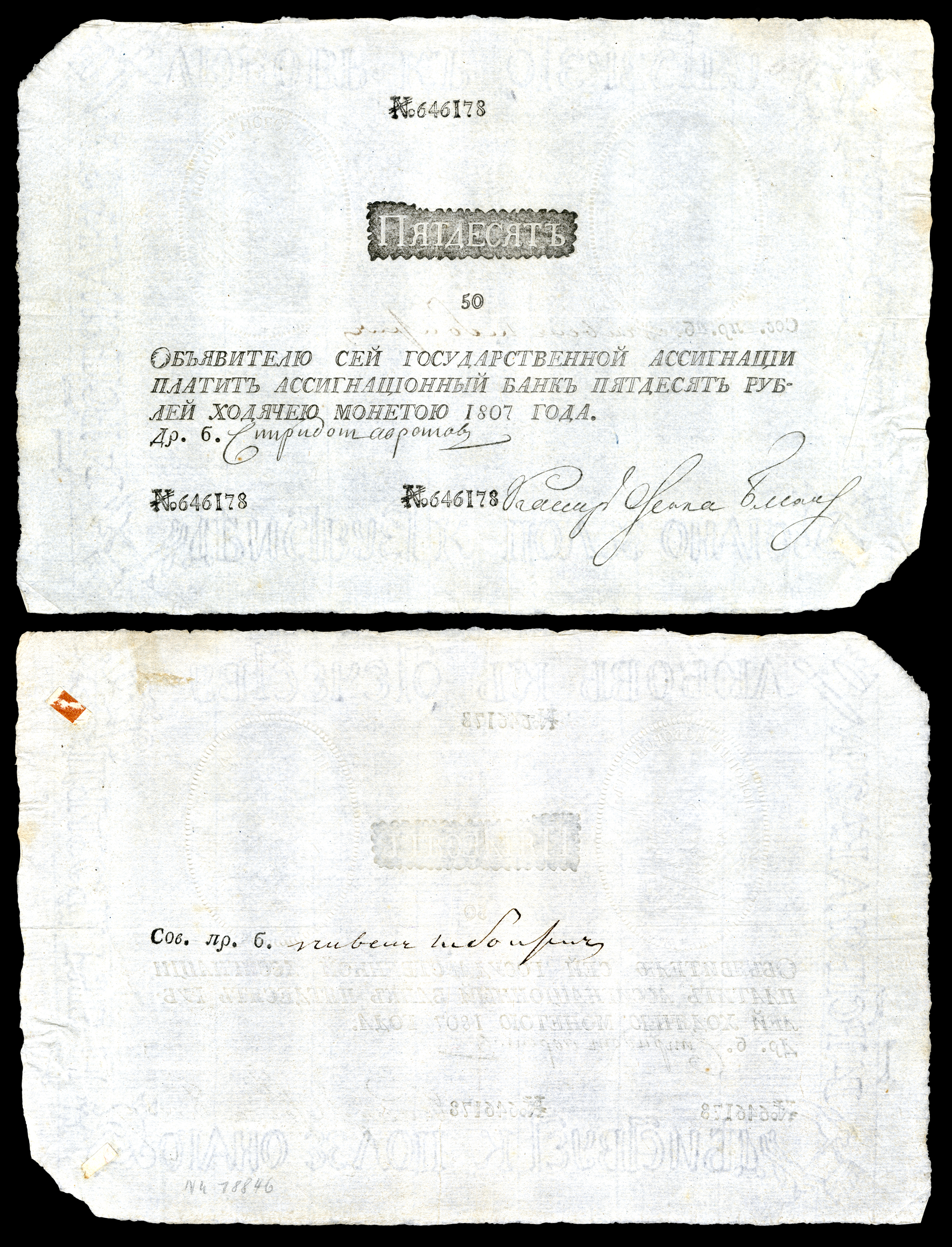
Asignación estatal rusa-50 rublos (1807)

El rublo de asignación (en ruso: ассигнационный рубль; assignatsionny rubl) fue el primer papel moneda del Imperio ruso. Se utilizó desde 1769 hasta 1849. El rublo de asignación tenía una circulación paralela con el rublo de plata; existía un tipo de cambio de mercado para estas dos monedas. En épocas posteriores, el valor del rublo de cesión cayó considerablemente por debajo del rublo de plata.

## Historia

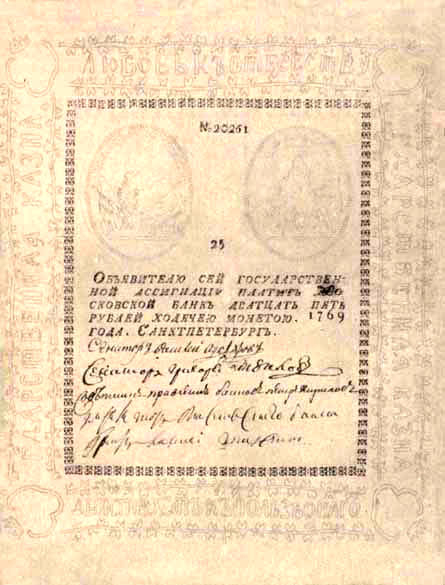
25 rublos de asignación de 1769

En 1768, durante el reinado de Catalina la Grande, se fundó el Banco de Asignación para emitir el primer papel moneda oficial. En 1769 abrió sucursales en San Petersburgo y Moscú. Posteriormente se establecieron varias sucursales bancarias en otras ciudades, llamadas ciudades gubernamentales. Se emitieron billetes de 100, 75, 50 y 25 rublos previo pago de sumas similares en moneda de cobre, que se reembolsaban al presentar dichos billetes.
La aparición de los rublos de asignación se debió a los grandes gastos del gobierno en materia militar, lo que provocó una escasez de plata en el tesoro, ya que todos los cálculos financieros, especialmente en el comercio exterior, se realizaban exclusivamente en monedas de plata y oro. Esta escasez de plata, y las enormes masas de monedas de cobre en circulación en el mercado interior ruso, hicieron que los grandes pagos fueran extremadamente difíciles de realizar, lo que hizo necesaria la introducción de alguna forma de papel moneda para las grandes transacciones.
La circulación inicial del Banco de Asignación ascendió a un millón de rublos en monedas de cobre, con 500 000 rublos cada una en las oficinas de San Petersburgo y Moscú; por lo tanto, la emisión total de billetes también se limitó a un millón de rublos.

## Emisión del rublo de asignación

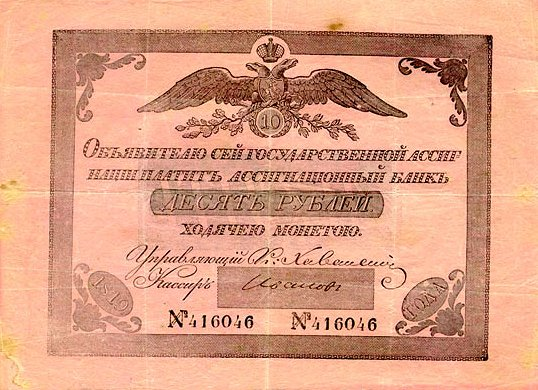
10 Rublos de asignación de 1819

Entre 1769 y 1843 se realizaron cinco emisiones del rublo de asignación. Prácticamente todas (excepto algunas denominaciones de la emisión de 1802) se emitieron a lo largo de varios años. Se sabe que una emisión (1785-87) tuvo dos series separadas.
| Serie           | Denom      | Fechas            | Comentarios |
| --------------- | ---------- | ----------------- | ----------- |
| 1769 Emisión    | 25 rublos  | 1769-73           |             |
| 1769 Emisión    | 50 rublos  | 1769-73           |             |
| 1769 Emisión    | 75 rublos  | 1769-73           |             |
| 1769 Emisión    | 100 rublos | 1769-73           |             |
| 1774 Edición    | 25 rublos  | 1774-84           |             |
| 1774 Edición    | 50 rublos  | 1774-84           |             |
| 1774 Edición    | 100 rublos | 1774-84           |             |
| 1785-87 Emisión | 5 rublos   | 1787-1802 1803-18 |             |
| 1785-87 Emisión | 10 rublos  | 1787-1801 1803-17 |             |
| 1785-87 Emisión | 25 rublos  | 1785-1802 1803-18 |             |
| 1785-87 Emisión | 50 rublos  | 1785-1802 1803-18 |             |
| 1785-87 Emisión | 100 rublos | 1785-1801 1803-18 |             |
| 1802 Edición    | 5 rublos   | 1802              |             |
| 1802 Edición    | 10 rublos  | 1802-03           |             |
| 1802 Edición    | 25 rublos  | 1802              |             |
| 1802 Edición    | 100 rublos | 1802              |             |
| 18-43 Edición   | 5 rublos   | 1819-43           |             |
| 18-43 Edición   | 10 rublos  | 1819-43           |             |
| 18-43 Edición   | 20 rublos  | 1822              |             |
| 18-43 Edición   | 25 rublos  | 1818-43           |             |
| 18-43 Edición   | 50 rublos  | 1818-43           |             |
| 18-43 Edición   | 100 rublos | 1819-43           |             |
| 18-43 Edición   | 200 rublos | 1819-43           |             |

## Reformas financieras de 1839-1843

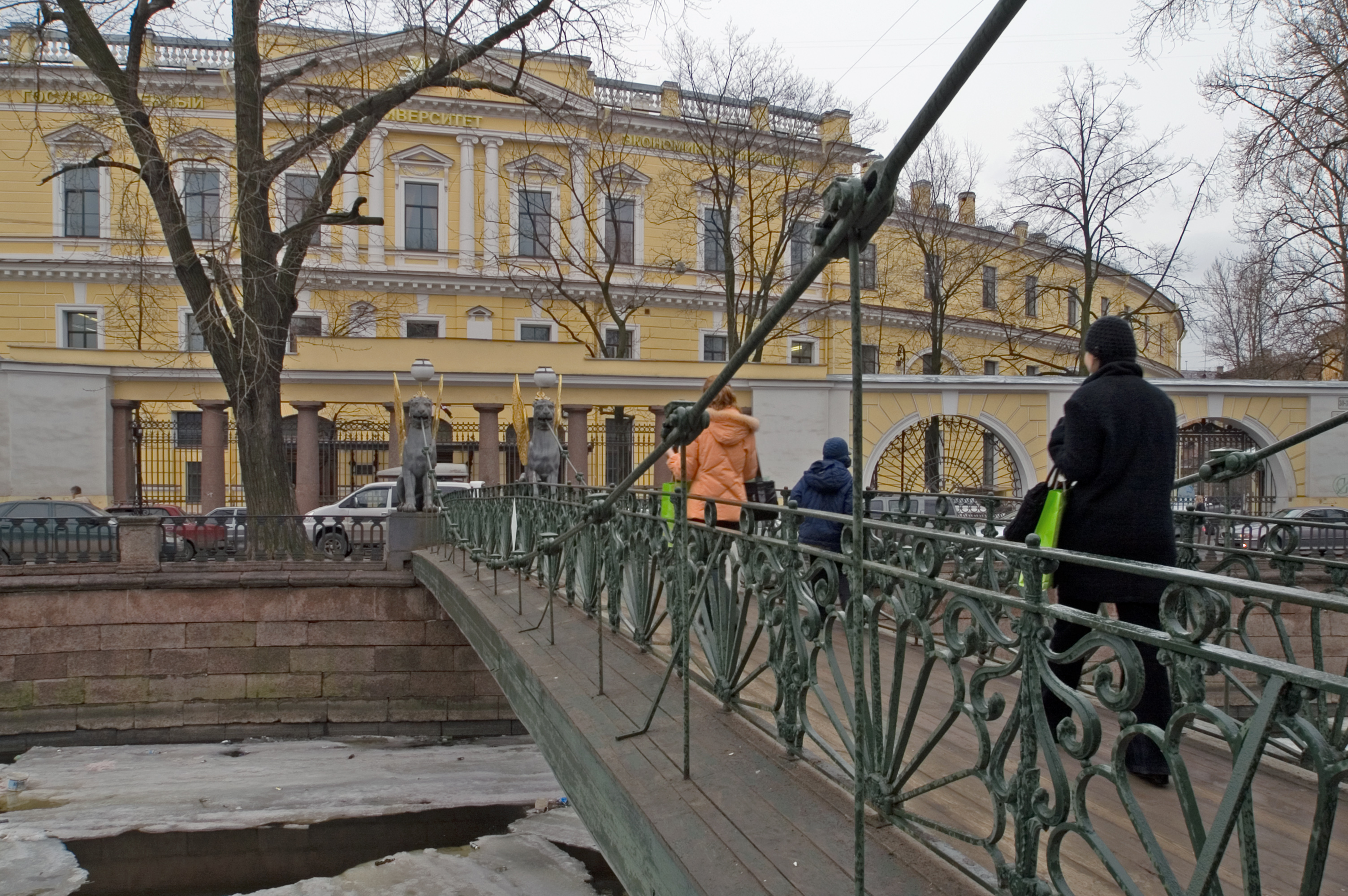
Edificio del Banco de Asignación en San Petersburgo hoy; el «Puente del Banco» en primer plano

En 1843, todos los rublos de la Asignación fueron retirados de la circulación y sustituidos por los nuevos billetes de crédito del Estado (en ruso: государственные кредитные билеты) en denominaciones de 1, 3, 5, 10, 25, 50 y 100 rublos. El Banco de Asignación fue sustituido por el Banco del Estado, y dejó de funcionar formalmente en 1848. Esto formaba parte de las reformas monetarias de 1839-43, que mejoraron considerablemente el sistema fiscal ruso. Estas reformas fueron impulsadas por Georg von Cancrin, el Ministro de Finanzas ruso de 1823 a 1844.